# Hiệp trấn
Hiệp Trấn (chữ Hán: 協鎮 - tiếng Anh: Defense Command Lieutenant Governor) là vị quan văn với chức vị cao thứ 2, sau quan Trấn thủ (hay Tổng trấn), tại một trấn trong các triều đại Việt nam.
Tuy vây, thời Nguyễn Gia Long, tại các đơn vị hành chính quan trọng và rộng lớn như Bắc thành hoặc Gia Định thành, mỗi thành đều có nhiều trấn, và mỗi trấn không phải do một vị Trấn thủ, mà do một vị Hiệp trấn cai nhiệm với thuộc quan là Tham hiệp trấn.  Các Hiệp trấn (ví dụ quan Hiệp trấn Sơn Tây Thượng) tại thành được đặt dưới quyền quan Tổng trấn.  Ở các tỉnh miền Trung, mỗi trấn lại tiếp tục do một vị Trấn thủ cai nhiệm và ở 4 dinh trực thuộc triều đình (trực lệ tứ dinh), không đặt chức Trấn thủ nên Cai bạ là chức quan cao nhất tại các dinh này.
Sau cuộc cải cách hành chính năm Minh Mạng 12 Tân Mão 1831, các chức liên quan đến trấn, như Trấn thủ, Hiệp trấn, Tổng trấn đều được bãi bỏ và chức Hiệp trấn được thay thế bằng chức Bố chính.

## Lịch sử
Tại Việt nam, chức Hiệp trấn được biết đến vào thời Trịnh-Nguyễn phân tranh, khi các đạo thừa tuyên được đổi thành trấn hoặc dinh. Tại Đàng Ngoài, Hiệp trấn là vị quan văn cao thứ 2 sau quan Trấn thủ (hoặc Đốc trấn, Lưu thủ).  Tại Đàng Trong, thời gian đầu, cơ quan chính quyền địa phương có lẽ vẫn áp dụng quan chế thời Đàng Ngoài. Thời chúa Sãi năm 1614, chúa tổ chức lại quan chế và hành chính, đặt ra ba ty là ty Xá sai, ty Tướng thần và ty Lệnh sử tại Chính dinh Phú Xuân để trông coi mọi việc. Các quan đứng đầu các trấn, dinh thời này là Trấn thủ, Cai bạ và Ký lục.[6]
Thời Nguyễn, chức Cai bạ được tiếp tục dùng cho đến năm Minh Mạng 8 Đinh Hợi 1827, đổi thành chức Hiệp trấn. Năm Minh Mạng 12 Tân Mão 1831, chức Hiệp trấn được đổi thành chức Bố chính sứ.

## Các vị quan Hiệp trấn nổi tiếng Việt Nam
Trong lịch sử Việt Nam, Lê Quý Đôn đã từng giữ chức Hiệp trấn Thuận Hóa và Hiệp trấn Nghệ An.  Cháu bốn đời của Vũ Nghị Công Mạc Cửu là Mạc Cơ Dung, được vua Gia Long phong Hà Tiên Hiệp trấn năm 1816.